# Anthony Steel (acteur)
Pour les articles homonymes, voir Anthony Steel.
Anthony Steel, né le 21 mai 1920 à Chelsea à Londres et mort le 21 mars 2001 à Northwood dans la même ville, est un acteur anglais.

## Biographie
Anthony Steel est né à Chelsea, le fils d'un officier de l'armée indienne. Il  étudie à Alexander House Prep School, Broadstairs, Kent avant d'entrer à l'Université de Cambridge. Lorsque la Seconde Guerre mondiale éclate, il est enrôlé dans les Grenadier Guards et devient officier. Il est grièvement blessé en patrouille dans le Moyen-Orient, et de nouveau, en Extrême-Orient. Il a été formé comme un parachutiste, et a effectué neuf sauts opérationnels.
Après sa démobilisation, Steel décide de devenir acteur et obtient quelques rôle au théâtre. Il apparait face à Margaret Lockwood dans Roses for her Pillow. Il a une 'romance' avec la nièce du producteur J. Arthur Rank qui le présente à son oncle lors d'une fête. Rank signe l'acteur pour un contrat à long terme avec sa compagnie Rank Organisation. Steel est formé à « l'école de charme" de Rank et on le voit dans des petits rôles dans des films tels que Sarabande (Saraband for Dead Lovers, 1948), Quartet (1948), La Lampe bleue (1949), Ma gaie lady (1949) ou Christophe Colomb (1949).
Le succès vient lorsqu'il joue l'un des trois prisonniers de guerre britanniques qui échappent à un camp dans Le Cheval de bois (The Wooden Horse, 1950). Ce film, basé sur une histoire vraie, est un succès et établit Steel comme vedette.
Anthony Steel continue en jouant le rôle masculin romantique dans Le Moineau de la Tamise (The Mudlark, 1950) de Jean Negulesco, est le jeune amant de Bette Davis dans Jezebel (Another Man's Poison, 1951), puis le gardien d'un parc en Afrique dans Where No Vultures Fly (1951), qui est le film britannique le plus populaire de l'année et qui est nommé pour le Royal Command Performance, confirmant ainsi son statut de véritable star du box-office. En 1952 il est élu quatrième star britannique la plus populaire du Royaume Uni.
Rank l'essaie dans la comédie, Something Money Can't Buy (1952), mais la réaction du public n'est pas enthousiaste. Plus tard, on le remet à l'affiche de films de guerre tels que La Femme du planteur (The Planteur's Wife, 1952), avec Claudette Colbert ou Tonnerre sur Malte (Malta Story, 1953), un genre dans lequel le public semblait préférer le voir. Il est rarement la seule vedette d'un film, servant plutôt de faire valoir à des stars plus connues comme Claudette Colbert, Errol Flynn, Alec Guinness, Peter Finch ou Bette Davis. Cependant il est très populaire et en 1954, il est avec Dirk Bogarde l'un des deux acteurs les mieux payés à la Rank.
En 1956, Steel épouse l'actrice suédoise Anita Ekberg et s'installe à Hollywood avec elle. Le succès ne vient pas car il restera toujours dans l'ombre de son épouse. Il rompt son contrat avec la Rank - pour laquelle il devait jouer dans Faux Policiers. Il se fait de la mauvaise publicité en se battant et se disputant fréquemment avec Ekberg et en attaquant les paparazzi qui les poursuivent. Pendant ses années à Hollywood il n'est apparu que dans un seul film, Valerie (1957) aux côtés de son épouse Anita Ekberg et de Sterling Hayden. On prévoit de le faire jouer dans un film en Espagne, Tetuan, mais le projet n'aboutit pas.
Steel retourne en Grande-Bretagne, mais ne retrouve pas sa popularité. Son rôle le plus prestigieux est pour un film réalisé par Michael Powell, Lune de miel (Honeymoon, 1959), même si c'est l'une des œuvres les moins connues du réalisateur. John Davis, la tête de la Rank Organisation avait été notoirement furieux lorsque Steel avait quitté la compagnie quelques années plus tôt après le soutien qu'ils lui avaient donné, et cela semble avoir nui à ses chances de relancer sa carrière. D'autre part, les films de guerre qui avaient rendu Steel populaire commençaient à passer de mode.
En 1960, Steel part pour Rome où il vit pendant la décennie suivante. Ses rôles baissent en qualité et en prestige. On le retrouve plus tard en Sir Stephen dans l'adaptation cinématographique du roman érotique de Pauline Réage : Histoire d'O (1975) de Just Jaeckin.
Dans les années 1970, il revient en Grande-Bretagne, où il apparaît dans plusieurs séries de télévision telles que Bergerac, Les Professionnels, Robin of Sherwood et Crossrads (en). Après quelques tournées théâtrales dans les années 1980, il travaille peu. Il vit plus tard pendant plusieurs années dans un petit appartement à Northolt, à l'ouest de Londres. Son agent, David Daly, s'arrange afin qu'il puisse résider à Denville Hall, une maison de retraite à Londres pour les acteurs. Peu de temps avant sa mort, il est invité pour faire une apparition dans la série TV The Broker's Man.

### Vie privée
Steel fut marié de 1956 à 1959 avec l'actrice Anita Ekberg. En 1964, il se remarie à Hannerl Melcher, ancienne Miss Autriche 1957.

## Filmographie partielle
- 1948 : Le Mystère du camp 27 (Portrait from Life) de Terence Fisher
- 1948 : Saraband for Dead Lovers de Basil Dearden et Michael Relph
- 1948 : A piece of Cake de John Irwin
- 1949 : La Rose et l'Oreiller (Once Upon a Dream) de Ralph Thomas
- 1949 : Christophe Colomb (Christopher Columbus) de David MacDonald : Un messager (non crédité)
- 1949 : Helter Skelter de Ralph Thomas
- 1949 : Marry Me de Terence Fisher
- 1949 : Don't Ever Leave Me de Arthur Crabtree
- 1949 : Trottie True de Brian Desmond Hurst
- 1949 : The Chiltern Hundreds de John Paddy Carstairs
- 1950 : The Blue Lamp de Basil Dearden
- 1950 : Le Moineau de la Tamise (The Mudlark) de Jean Negulesco : Lieutenant Charles McHatten
- 1950 : Le Cheval de bois (The Wooden Horse) de Jack Lee : John Clinton, un aviateur anglais
- 1951 : Laughter in Paradise de Mario Zampi
- 1951 : Where no Vultures Fly de Harry Watt
- 1951 : Jezebel (Another Man's Poison) d'Irving Rapper : Larry Stevens
- 1952 : Emergency Call de Lewis Gilbert
- 1952 : La Femme du planteur (The Planteur's wife) de Ken Annakin : Hugh Dobson
- 1952 : Something Money Can't Buy de Pat Jackson : Capitaine Harry Wilding
- 1953 : Le Vagabond des mers (The Master of Ballantrae) de William Keighley : Henry Durrisdeer
- 1953 : Tonnerre sur Malte (Malta Story) de Brian Desmond Hurst : Bartlett
- 1953 : Albert Royal Navy de Lewis Gilbert
- 1954 : À l'ouest de Zanzibar de Harry Watt : Bob Payton
- 1954 : The Sea Shall Not Have Them de Lewis Gilbert
- 1955 : Les Quatre Plumes blanches (Storm Over the Nile) de Terence Young et Zoltan Korda : Lt. Harry Faversham
- 1955 : Passage Home de Roy Ward Baker : Commandant Vosper
- 1955 : Out of the Clouds de Basil Dearden : Gus Randall
- 1956 : The Black Tent de Brian Desmond Hurst
- 1956 : À tombeau ouvert de Ralph Thomas : Bill Fraser
- 1957 : Valerie de Gerd Oswald : Reverend Steven Blake
- 1958 : Harry Black de Hugo Fregonese
- 1958 : A Question of Adultery de Don Chaffey
- 1959 : Lune de miel (Honeymoon) de Michael Powell : Kit Kelly
- 1960 : La Vendetta dei Barbari de Giuseppe Vari
- 1962 : Le Tigre des mers (La tigre dei sette mari) de Luigi Capuano : William Scott
- 1963 : The Switch de Peter Maxwell
- 1963 : A Matter of Choice de Vernon Sewell
- 1964 : Zorro contre Maciste de Umberto Lenzi
- 1964 : Le Trésor des montagnes bleues (Winnetou 2. Teil) de Harald Reinl : Bud Forrester
- 1966 : Duel à la vodka (Zwei Girls vom roten Stern) de Sammy Drechsel : Mike Astor
- 1966 : Les Ogresses (Le Fate) sketch (Fata Marta) de Antonio Pietrangeli : Le professeur
- 1967 : Hell Is Empty de John Ainsworth et Bernard Knowles
- 1968 : La Bataille pour Anzio (Lo Sbarco di Anzio) de Duilio Coletti et Edward Dmytryk : Général Marsh
- 1969 : Fanny e Michel de Sergio Pastore
- 1973 : SS Représailles (Rappresaglia) de George Pan Cosmatos : Maj. Domizlaf
- 1975 : Histoire d’O de Just Jaeckin : Sir Stephen
- 1977 : Hardcore de James Kenelm Clarke
- 1977 : L'Aguicheuse de Luigi Scattini
- 1978 : Let's Get Laid de James Kenelm Clarke
- 1978 : Le Crime du siècle (Indagine su un delitto perfetto) de Giuseppe Rosati : inspecteur Jeff Hawks
- 1979 : Le monde est plein d'hommes mariés de Robert Young
- 1980 : Le miroir se brisa (The Mirror Crack'd) de Guy Hamilton : Sir Derek Ridgeley
- 1981 : Le Club des monstres (The Monster Club) de Roy Ward Baker : Linton Busotsky